# Down on the Corner
Down on the Corner ist ein Lied der US-amerikanischen Band Creedence Clearwater Revival. Es erschien auf ihrem vierten Studioalbum, Willy and the Poor Boys (1969).

## Inhalt und Komposition
In dem Lied geht es um die fiktive Band Willy and the Poor Boys, die an Straßenecken spielt, um die Leute aufzuheitern und sie um ein paar Cent zu bitten. Inspiriert wurde John Fogerty laut eigener Aussage bzgl. des Bandnamens von einer Zeitungsanzeige von Disney über Winnie the Pooh.
Der Song verweist auf eine Mundharmonika, ein Waschbrett, ein Kazoo, eine Kalamazoo-Gitarre und einen Waschwannenbass. In einem Auftritt bei The Music Scene 1969, spielte die Band den Song als „Willy and the Poor Boys“ verkleidet. Stu Cook spielte einen Waschwannenbass, Doug Clifford das Waschbrett und Tom Fogerty das Kalamazoo, das das Aussehen der Band, wie es auf dem Albumcover zu sehen ist, nachahmte.
Billboard beschrieb die Single als „einen ansteckenden Calypso-Beat“.

## Kommerzieller Erfolg
Der Song erreichte am 20. Dezember 1969 Platz 3 in den Billboard Hot 100. Die zweite Seite, Fortunate Son, erreichte am 22. November 1969 Platz 14 in den US-Charts, eine Woche bevor Billboard seine Methodik für doppelseitige Hits änderte.
In Kanada erreichte die Single im Dezember 1969 Platz 4, und Platz 5 in Neuseeland. Darüber hinaus erlangte der Song Platz 2 in Deutschland, Platz 9 in Österreich, Platz 8 in den Niederlanden, Platz 17 im flämischsprachigen Belgien und Platz 6 im französischsprachigen Belgien. Im Vereinigten Königreich erreichte der Titel Platz 31.

## Jerry Reed version
Der Song wurde von Jerry Reed für sein 1982er Album The Bird gecovert. Die Coverversion erreichte Platz 13 in den US-Country-Charts und Platz 11 in den kanadischen Country-Charts.